# Kamienica przy ulicy Gliwickiej 13 w Katowicach
Kamienica przy ulicy Gliwickiej 13 w Katowicach – zabytkowa kamienica, położona przy ulicy Gliwickiej 13 w Katowicach, w granicach dzielnicy Śródmieście. Została wzniesiona w 1906 roku i posiada cechy stylów secesyjnego oraz modernistycznego. Budowniczym obiektu był Wilhelm Brieger. 

## Historia

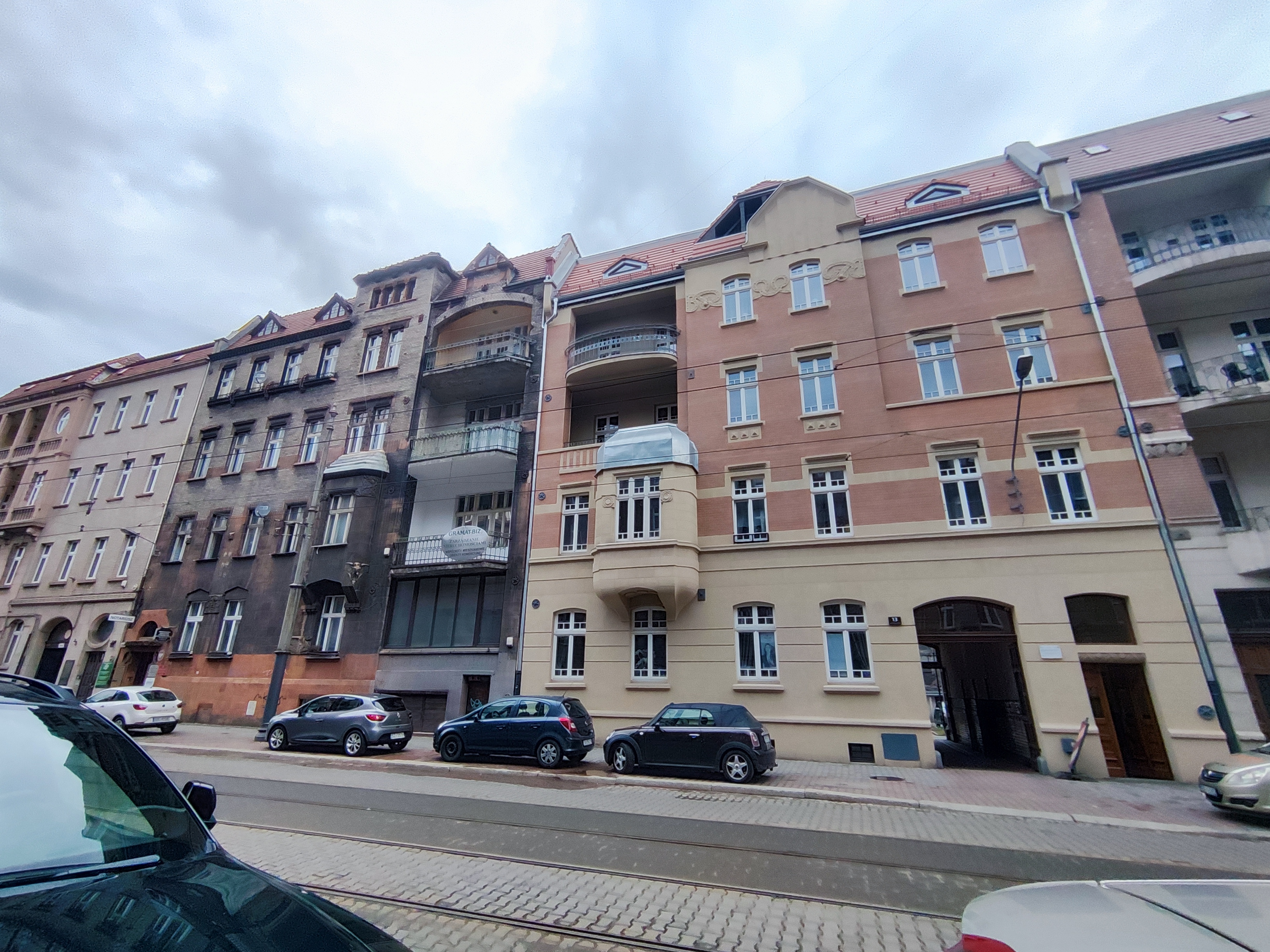
Kamienica pod nr. 13 (z prawej strony) w sąsiedztwie zabytkowej kamienicy pod nr. 15

Kamienica została wybudowana na początku XX wieku w 1906 roku, a jej budowniczym był Wilhelm Brieger. Wzniesiono ją z użyciem wysokiej jakości materiałów, a urządzono w niej duże mieszkania odpowiednie dla klasy wyższej.
Właścicielem kamienicy w 1935 roku był Karol Grabowski, a zamieszkiwały ją wówczas osoby różnej profesji, w tym generał Kazimierz Horoszkiewicz – w latach 1922–1926 dowódca 23 Górnośląskiej Dywizji Piechoty. Mieszkał on na I piętrze kamienicy. W 1935 roku przedłużono oficynę boczną – budowniczym tych prac był E. Garnysz. W latach międzywojennych w kamienicy działało także Biuro Handlowe braci Grabowskich.
Pod koniec grudnia 2021 roku zakończono gruntowne prace remontowe budynku wraz z oficyną. W ramach tych robót budynek włączono do sieci ciepłowniczej, wyremontowano klatkę schodową, przywrócono ukryte pod farbą polichromie, a także odnowiono elewacje z obydwu stron budynku. Wymieniono pokrycie dachowe (położono m.in. nową kopułę z blachy tytanowo-cynkowej nad wykuszem), zaś stolarką okienną i drzwiową w części odnowiono, a w części wymieniono. Koszt prac rewitalizacyjnych wyniósł 3,3 mln złotych, z czego część stanowiło dofinansowanie ze środków unijnych. Komunalny Zakład Gospodarki Mieszkaniowej w Katowicach uzyskał Nagrodę Kapituły Edycji XXVI 2021 Konkursu „Modernizacja Roku & Budowa XXI w.” za prace modernizacyjne kamienicy przy ulicy Gliwickiej 13 w Katowicach.
8 maja 2023 roku kamienicę wpisano do rejestru zabytków nieruchomych województwa śląskiego pod numerem A/1184/23, a decyzja ta stała się ostateczna 25 maja tego samego roku. Ochroną objęto budynek w obrysie jego murów zewnętrznych.
W systemie REGON w połowie lipca 2023 roku był zarejestrowany jeden podmiot gospodarczy z siedzibą przy ulicy Gliwickiej 13.

## Charakterystyka

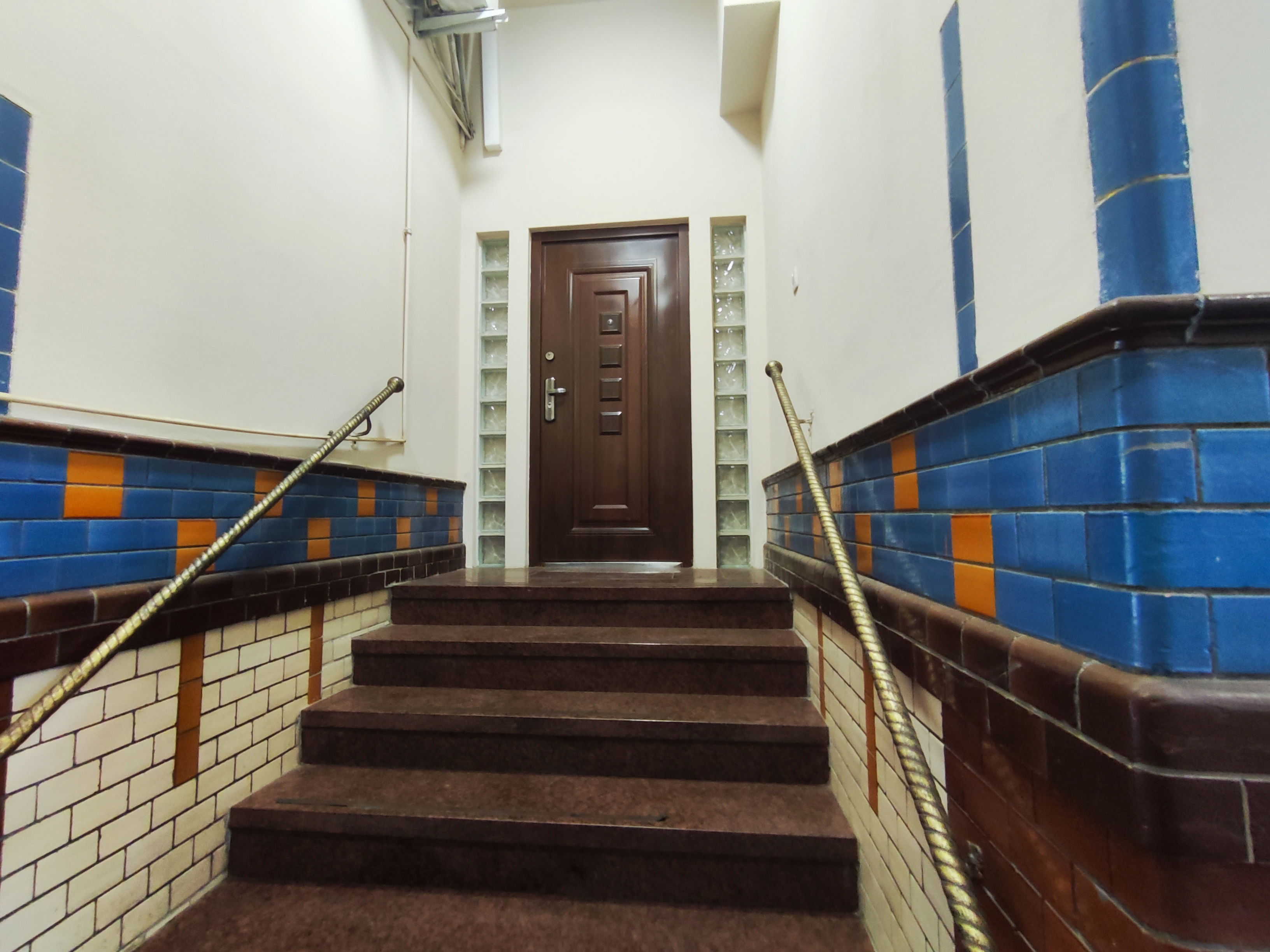
Fragment sieni kamienicy

Kamienica mieszkalna położona jest przy ulicy Gliwickiej 13 w Katowicach, w zachodniej części dzielnicy Śródmieście, w kwartale zwartej zabudowy ulicy.
Jest to budynek murowany z cegły, powstały na rzucie prostokątnym z oficyną boczną zachodnią, zwieńczony dachem dwuspadowym z lukarnami, krytym dachówką. Powierzchnia użytkowa kamienicy wynosi 1 282,67 m², a powierzchnia zabudowy 454 m². Liczy 5 kondygnacji nadziemnych i 1 podziemną.
Kamienica reprezentuje styl secesyjny oraz styl modernistyczny. Fasada kamienicy jest sześcioosiowa i niesymetryczna. W dwóch skrajnych osiach po obu jej stronach na poziomie trzeciej i czwartej kondygnacji lico muru jest lekko cofnięte, a przez co część środkowa ma formę pseudoryzalitu zwieńczonego osobnym daszkiem ze szczytem. W drugiej osi fasady znajduje się wykusz na poziomie drugiej kondygnacji, a w dwóch pierwszych osiach na trzeciej i czwartej kondygnacji loggie – na niższej z balustradą murowaną, a na wyższej z balustradą wygiętą i metalową.
Parter kamienicy jest otynkowany, a elewacja na wyższych kondygnacjach jest pokryta ceglaną okładziną z poziomymi pasami tynku. Detale architektoniczne kamienicy stanowią: nadokienniki na drugiej i trzeciej kondygnacji, kaboszony pod oknami części środkowej fasady na trzeciej kondygnacji i stylizowany geometryczny ornament pomiędzy oknami czwartej kondygnacji w części środkowej kamienicy. Stolarka okienna jest cztero- i sześciokwaterowa ze ślemieniem i szczeblinami.
Brama przejazdowa do kamienicy znajduje się w części wschodniej kamienicy, w drugiej od wschodu osi, a udekorowano ją lamperiami z płytek ceramicznych. Sień ozdobiona jest stiukową, architektoniczno-geometryczną dekoracją sufitu, a w drzwiach do klatki schodowej znajdują się szlifowane białe szyby. W podwórzu kamienicy zachowało się ocembrowanie fontanny z początku XX wieku.
Kamienica prócz wpisu do rejestru zabytków nieruchomych chroniona jest wpisem do gminnej ewidencji zabytków miasta Katowice.
Kamienica według stanu z września 2016 roku jest własnością miasta Katowice, a zarządza nią Komunalny Zakład Gospodarki Mieszkaniowej w Katowicach.

## Galeria
| - Tylna elewacja kamienicy wraz z oficyną - Brama wjazdowa kamienicy - Zachowana cembrowina fontanny |